# Nicolaas Frederik Knip

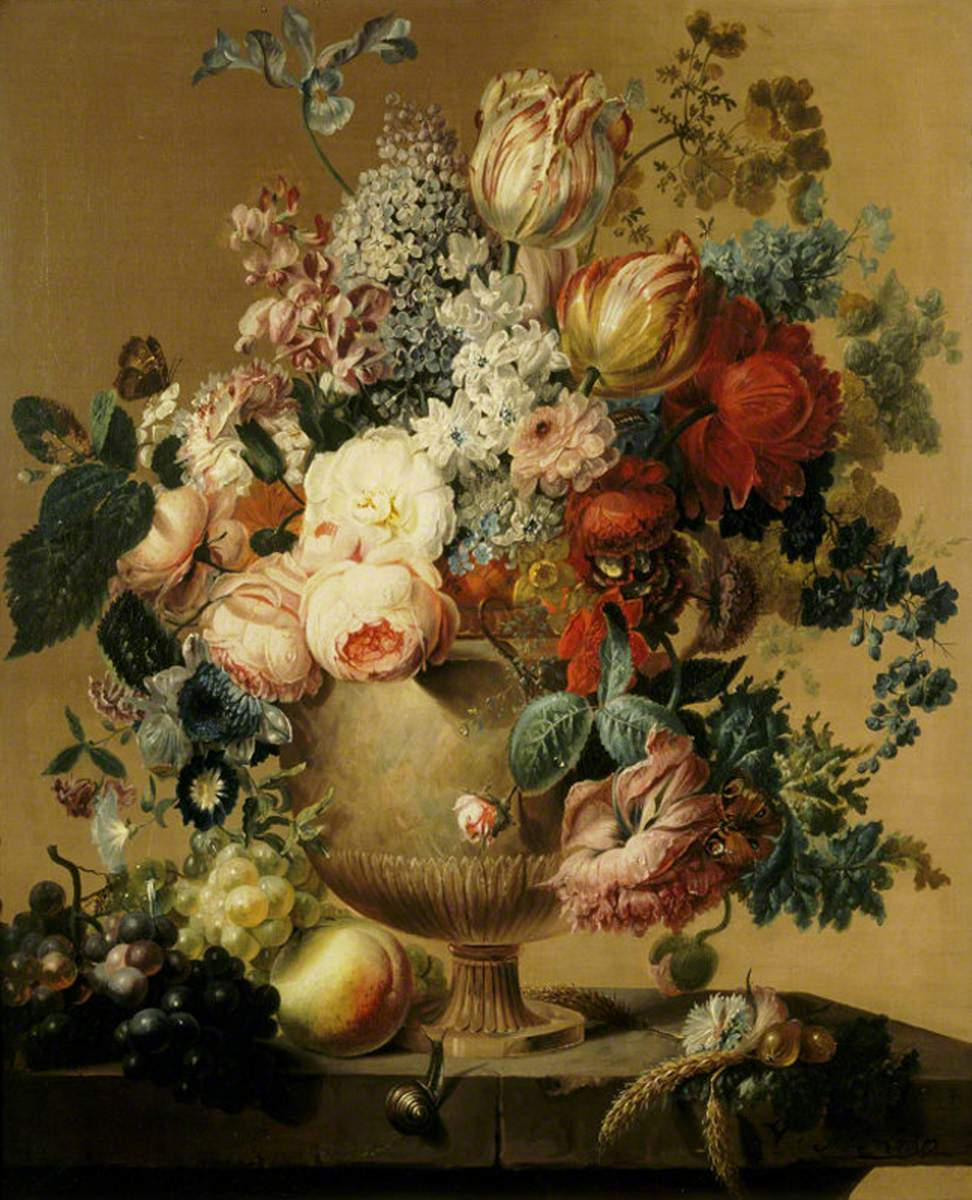
Een stenen urn met bloemen en fruit, collectie National Trust

Nicolaas Frederik Knip (Nijmegen, 12 februari 1741 - Den Bosch, 23 maart 1808) was een Nederlands kunstschilder en de stamvader van de schildersfamilie Knip. Knip wordt ook Niclaudius Frederik Knip genoemd.

## Levensloop
De eerste dertig jaar van het leven van Knip leidde hij een reizend kunstenaarsbestaan. Knip begon als behangselschilder voor kastelen en lusthoven en ambachtelijk schilder van onder meer uithangborden. In 1773 verhuisde Knip naar Tilburg waar hij in 1774 trouwde met Anna Elisabeth Drexler. De vader van Drexler was de kamerbewaarder van het kasteel van Tilburg. Samen kregen zij vijf kinderen. Vier van hen, Josephus Augustus Knip, Mattheus Derk Knip, Henriëtta Geertrui Knip en Frederik Willem Knip, kozen ook het kunstenaarsvak.
De familie Knip kwam net als de schildersfamilie Van Spaendonck, met de bekende telgen Gerard van Spaendonck en Cornelis van Spaendonck, uit Tilburg. Gerard van Spaendonk speelde een rol in de opleiding van Josephus Augustus Knip, Mattheus Derk Knip en Henriëtta Geertrui Knip.
Na zijn huwelijk begon Knip met het vervaardigen van (bloem)stillevens en landschappen. Knip werkte onder andere samen met de Bossche kunstschilder Quirinus van Amelsfoort. Met Van Amelsfoort maakte hij onder meer het werk “Sint Nicolaas als patroon van het Beenhouwersgilde”. Het werk van 220 cm bij 530 cm hing tot 1810 in het Vleeshuis van Den Bosch. Na de afbraak van het Vleeshuis kreeg het een permanente plek in het Stadhuis van Den Bosch.

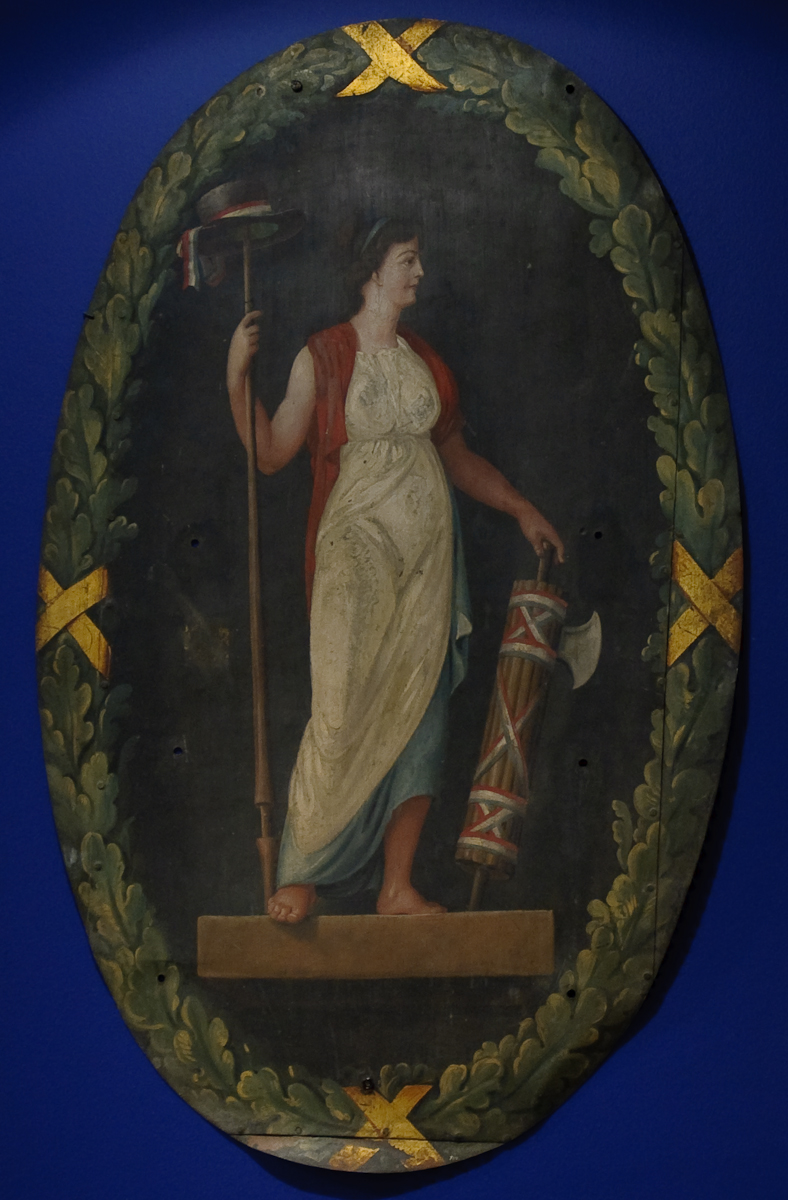
Vrijheidsmaagd

Tijdens de Bataafse tijd werd een voorstelling van de Vrijheidsmaagd van Knip gebruikt ter vervanging van het weggekapte stadswapen aan de gevel van het stadhuis. De vrijheidsmaagd, met hoed, speer en fasces, staat symbool voor "de vrijheid die de overheid bij de uitoefening van haar macht dient te inspireren." Het werk is thans onderdeel van de collectie van het Noordbrabants museum.
In 1787 verhuisde Knip naar Den Bosch. De laatste 14 jaar van zijn leven was Knip volledig blind. Hij overleed in Den Bosch in 1808.

## Beperkte stamboom familie Knip
|                        |                        |                        |                        |                        |                        |  |  |                       |                       | Nicolaas Frederik Knip | Nicolaas Frederik Knip | Nicolaas Frederik Knip | Nicolaas Frederik Knip | Nicolaas Frederik Knip | Nicolaas Frederik Knip |              |              | Anna Elisabeth Drexler | Anna Elisabeth Drexler | Anna Elisabeth Drexler | Anna Elisabeth Drexler | Anna Elisabeth Drexler | Anna Elisabeth Drexler |                    |                    |             |             |                 |                 |                 |                 |                 |                 |  |  |                         |                         |                         |                         |                         |                         |  |  |  |  |  |  |                      |                      |                      |                      |                      |                      |
|                        |                        |                        |                        |                        |                        |  |  |                       |                       | Nicolaas Frederik Knip | Nicolaas Frederik Knip | Nicolaas Frederik Knip | Nicolaas Frederik Knip | Nicolaas Frederik Knip | Nicolaas Frederik Knip |              |              | Anna Elisabeth Drexler | Anna Elisabeth Drexler | Anna Elisabeth Drexler | Anna Elisabeth Drexler | Anna Elisabeth Drexler | Anna Elisabeth Drexler |                    |                    |             |             |                 |                 |                 |                 |                 |                 |  |  |                         |                         |                         |                         |                         |                         |  |  |  |  |  |  |                      |                      |                      |                      |                      |                      |
|                        |                        |                        |                        |                        |                        |  |  |                       |                       |                        |                        |                        |                        |                        |                        |              |              |                        |                        |                        |                        |                        |                        |                    |                    |             |             |                 |                 |                 |                 |                 |                 |  |  |                         |                         |                         |                         |                         |                         |  |  |  |  |  |  |                      |                      |                      |                      |                      |                      |
|                        |                        |                        |                        |                        |                        |  |  |                       |                       |                        |                        |                        |                        |                        |                        |              |              |                        |                        |                        |                        |                        |                        |                    |                    |             |             |                 |                 |                 |                 |                 |                 |  |  |                         |                         |                         |                         |                         |                         |  |  |  |  |  |  |                      |                      |                      |                      |                      |                      |
| Josephus Augustus Knip | Josephus Augustus Knip | Josephus Augustus Knip | Josephus Augustus Knip | Josephus Augustus Knip | Josephus Augustus Knip |  |  | Cornelia van Leeuwen  | Cornelia van Leeuwen  | Cornelia van Leeuwen   | Cornelia van Leeuwen   | Cornelia van Leeuwen   | Cornelia van Leeuwen   |                        |                        |              |              |                        |                        | Mattheus Derk Knip     | Mattheus Derk Knip     | Mattheus Derk Knip     | Mattheus Derk Knip     | Mattheus Derk Knip | Mattheus Derk Knip |             |             | Elisabeth Ubens | Elisabeth Ubens | Elisabeth Ubens | Elisabeth Ubens | Elisabeth Ubens | Elisabeth Ubens |  |  | Henriëtta Geertrui Knip | Henriëtta Geertrui Knip | Henriëtta Geertrui Knip | Henriëtta Geertrui Knip | Henriëtta Geertrui Knip | Henriëtta Geertrui Knip |  |  |  |  |  |  | Frederik Willem Knip | Frederik Willem Knip | Frederik Willem Knip | Frederik Willem Knip | Frederik Willem Knip | Frederik Willem Knip |
| Josephus Augustus Knip | Josephus Augustus Knip | Josephus Augustus Knip | Josephus Augustus Knip | Josephus Augustus Knip | Josephus Augustus Knip |  |  | Cornelia van Leeuwen  | Cornelia van Leeuwen  | Cornelia van Leeuwen   | Cornelia van Leeuwen   | Cornelia van Leeuwen   | Cornelia van Leeuwen   |                        |                        |              |              |                        |                        | Mattheus Derk Knip     | Mattheus Derk Knip     | Mattheus Derk Knip     | Mattheus Derk Knip     | Mattheus Derk Knip | Mattheus Derk Knip |             |             | Elisabeth Ubens | Elisabeth Ubens | Elisabeth Ubens | Elisabeth Ubens | Elisabeth Ubens | Elisabeth Ubens |  |  | Henriëtta Geertrui Knip | Henriëtta Geertrui Knip | Henriëtta Geertrui Knip | Henriëtta Geertrui Knip | Henriëtta Geertrui Knip | Henriëtta Geertrui Knip |  |  |  |  |  |  | Frederik Willem Knip | Frederik Willem Knip | Frederik Willem Knip | Frederik Willem Knip | Frederik Willem Knip | Frederik Willem Knip |
|                        |                        |                        |                        |                        |                        |  |  |                       |                       |                        |                        |                        |                        |                        |                        |              |              |                        |                        |                        |                        |                        |                        |                    |                    |             |             |                 |                 |                 |                 |                 |                 |  |  |                         |                         |                         |                         |                         |                         |  |  |  |  |  |  |                      |                      |                      |                      |                      |                      |
|                        |                        |                        |                        |                        |                        |  |  |                       |                       |                        |                        |                        |                        |                        |                        |              |              |                        |                        |                        |                        |                        |                        |                    |                    |             |             |                 |                 |                 |                 |                 |                 |  |  |                         |                         |                         |                         |                         |                         |  |  |  |  |  |  |                      |                      |                      |                      |                      |                      |
| Augustus Knip          | Augustus Knip          | Augustus Knip          | Augustus Knip          | Augustus Knip          | Augustus Knip          |  |  | Henriëtte Ronner-Knip | Henriëtte Ronner-Knip | Henriëtte Ronner-Knip  | Henriëtte Ronner-Knip  | Henriëtte Ronner-Knip  | Henriëtte Ronner-Knip  |                        |                        | Feico Ronner | Feico Ronner | Feico Ronner           | Feico Ronner           | Feico Ronner           | Feico Ronner           |                        |                        | Henri Knip         | Henri Knip         | Henri Knip  | Henri Knip  | Henri Knip      | Henri Knip      |                 |                 |                 |                 |  |  |                         |                         |                         |                         |                         |                         |  |  |  |  |  |  |                      |                      |                      |                      |                      |                      |
| Augustus Knip          | Augustus Knip          | Augustus Knip          | Augustus Knip          | Augustus Knip          | Augustus Knip          |  |  | Henriëtte Ronner-Knip | Henriëtte Ronner-Knip | Henriëtte Ronner-Knip  | Henriëtte Ronner-Knip  | Henriëtte Ronner-Knip  | Henriëtte Ronner-Knip  |                        |                        | Feico Ronner | Feico Ronner | Feico Ronner           | Feico Ronner           | Feico Ronner           | Feico Ronner           |                        |                        | Henri Knip         | Henri Knip         | Henri Knip  | Henri Knip  | Henri Knip      | Henri Knip      |                 |                 |                 |                 |  |  |                         |                         |                         |                         |                         |                         |  |  |  |  |  |  |                      |                      |                      |                      |                      |                      |
|                        |                        |                        |                        |                        |                        |  |  |                       |                       |                        |                        |                        |                        |                        |                        |              |              |                        |                        |                        |                        |                        |                        |                    |                    |             |             |                 |                 |                 |                 |                 |                 |  |  |                         |                         |                         |                         |                         |                         |  |  |  |  |  |  |                      |                      |                      |                      |                      |                      |
|                        |                        |                        |                        |                        |                        |  |  |                       |                       |                        |                        |                        |                        |                        |                        |              |              |                        |                        |                        |                        |                        |                        |                    |                    |             |             |                 |                 |                 |                 |                 |                 |  |  |                         |                         |                         |                         |                         |                         |  |  |  |  |  |  |                      |                      |                      |                      |                      |                      |
|                        |                        |                        |                        |                        |                        |  |  | Alfred Ronner         | Alfred Ronner         | Alfred Ronner          | Alfred Ronner          | Alfred Ronner          | Alfred Ronner          |                        |                        | Alice Ronner | Alice Ronner | Alice Ronner           | Alice Ronner           | Alice Ronner           | Alice Ronner           |                        |                        | Emma Ronner        | Emma Ronner        | Emma Ronner | Emma Ronner | Emma Ronner     | Emma Ronner     |                 |                 |                 |                 |  |  |                         |                         |                         |                         |                         |                         |  |  |  |  |  |  |                      |                      |                      |                      |                      |                      |

## Tentoonstelling
In april 1988 werd het werk van drie generaties Knip, in totaal acht leden van de familie, tentoongesteld in het Noordbrabants museum in Den Bosch.

## Publicaties
- Kuyvenhoven, F., & Peeters, R. (1988). De familie Knip: drie generaties kunstenaars uit Noord-Brabant. Waanders.

## Vernoemingen
In Tilburg is de Nicolaas Knipstraat naar hem vernoemd.

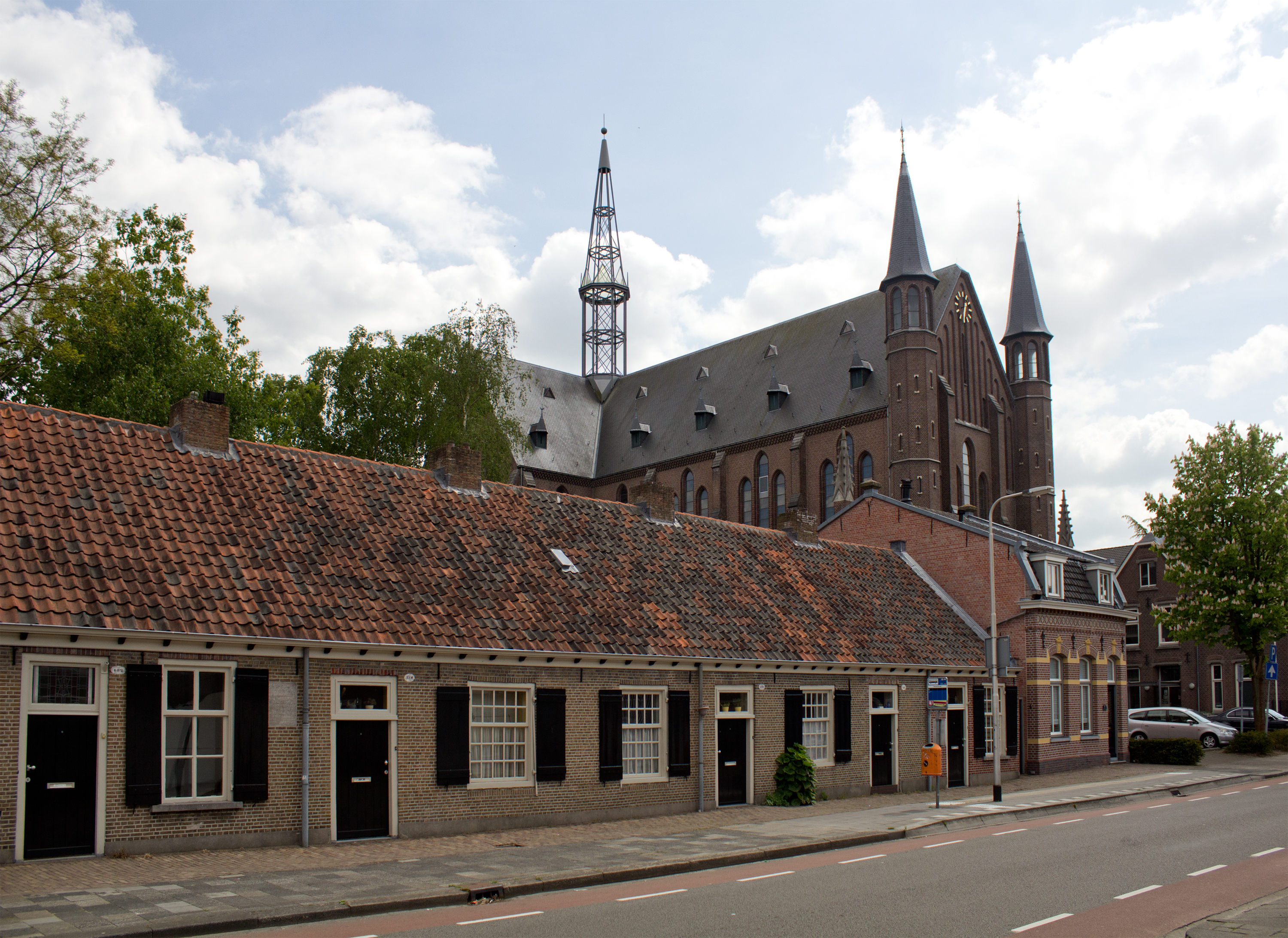
Uiterst links het huis van Nicolaas Knip waar ook zijn vier kinderen zijn geboren. Hasseltstraat 182, Tilburg (foto 2015)

- Biografisch Portaal: 23680197
- International Standard Name Identifier: 0000 0000 6822 4220
- Nederlandse Thesaurus van Auteursnamen: 392137445
- RKD-Nederlands Instituut voor Kunstgeschiedenis: 45077
- Union List of Artist Names: 500004403
- Virtual International Authority File: 95707651
- WorldCat: E39PBJfCrwXwkt7kgFdX79PG73